# Abbazia di Monte Maria

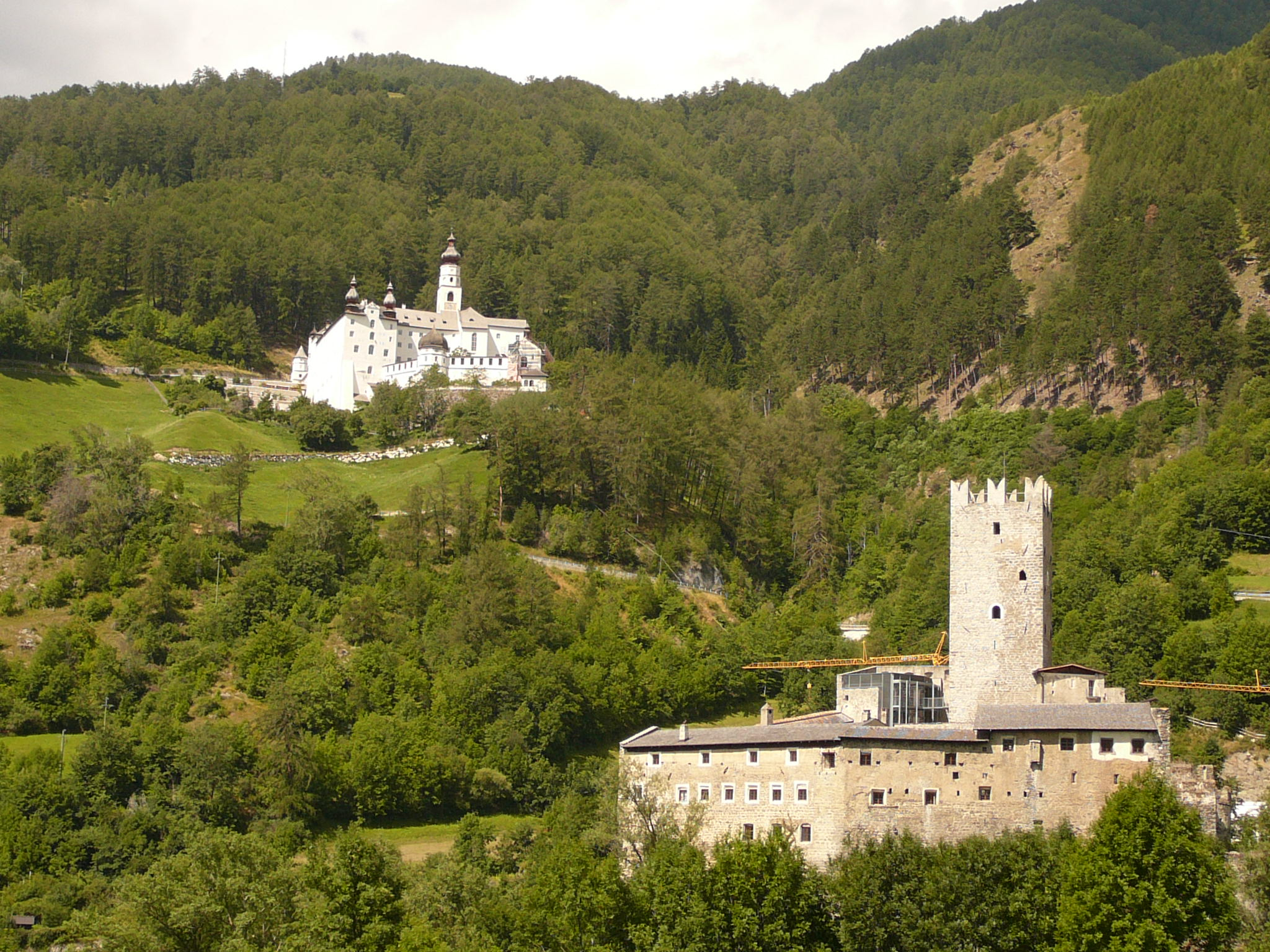
Abbazia di Monte Maria e il Castello del Principe

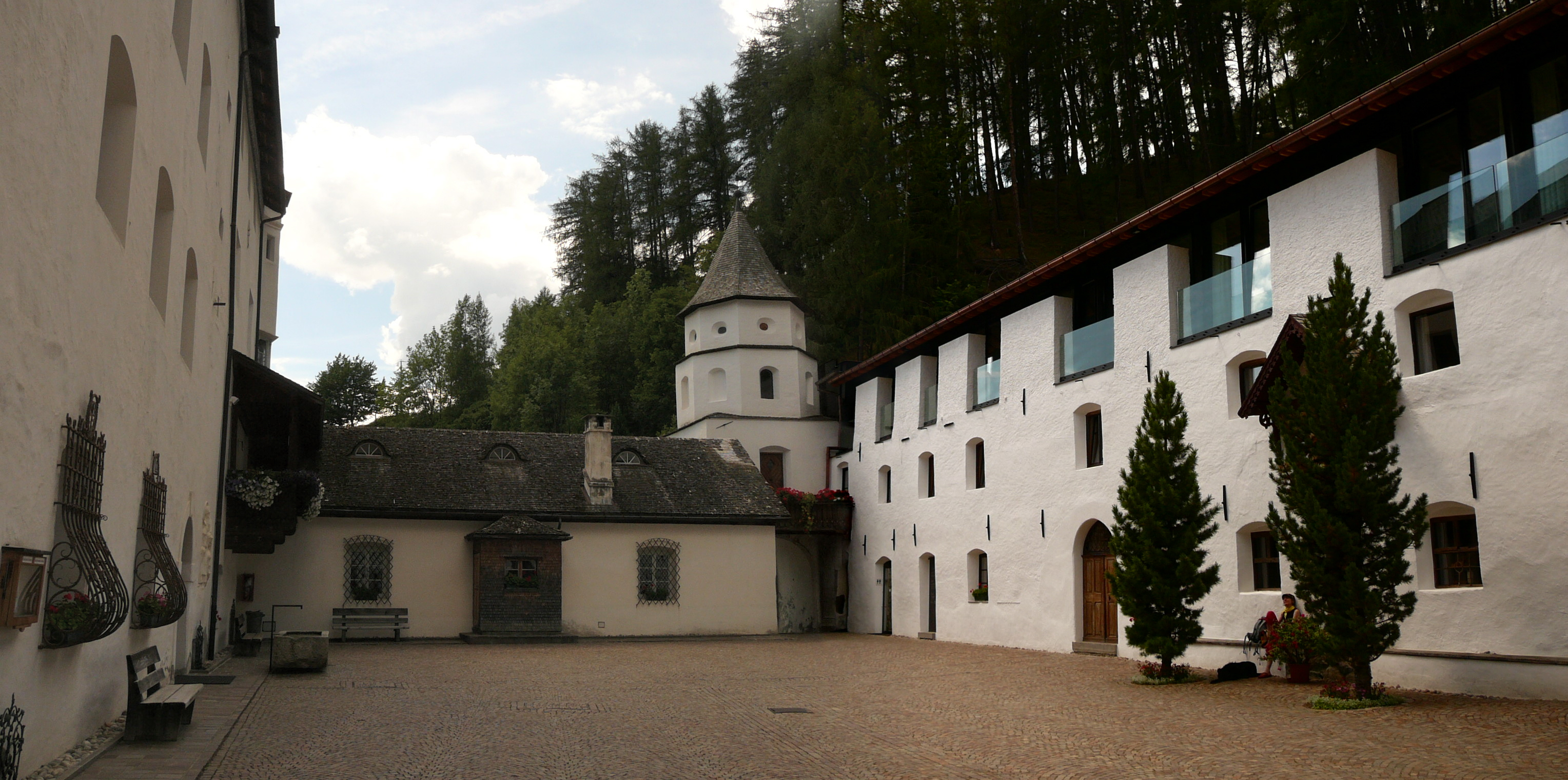
Il cortile interno dell'abbazia

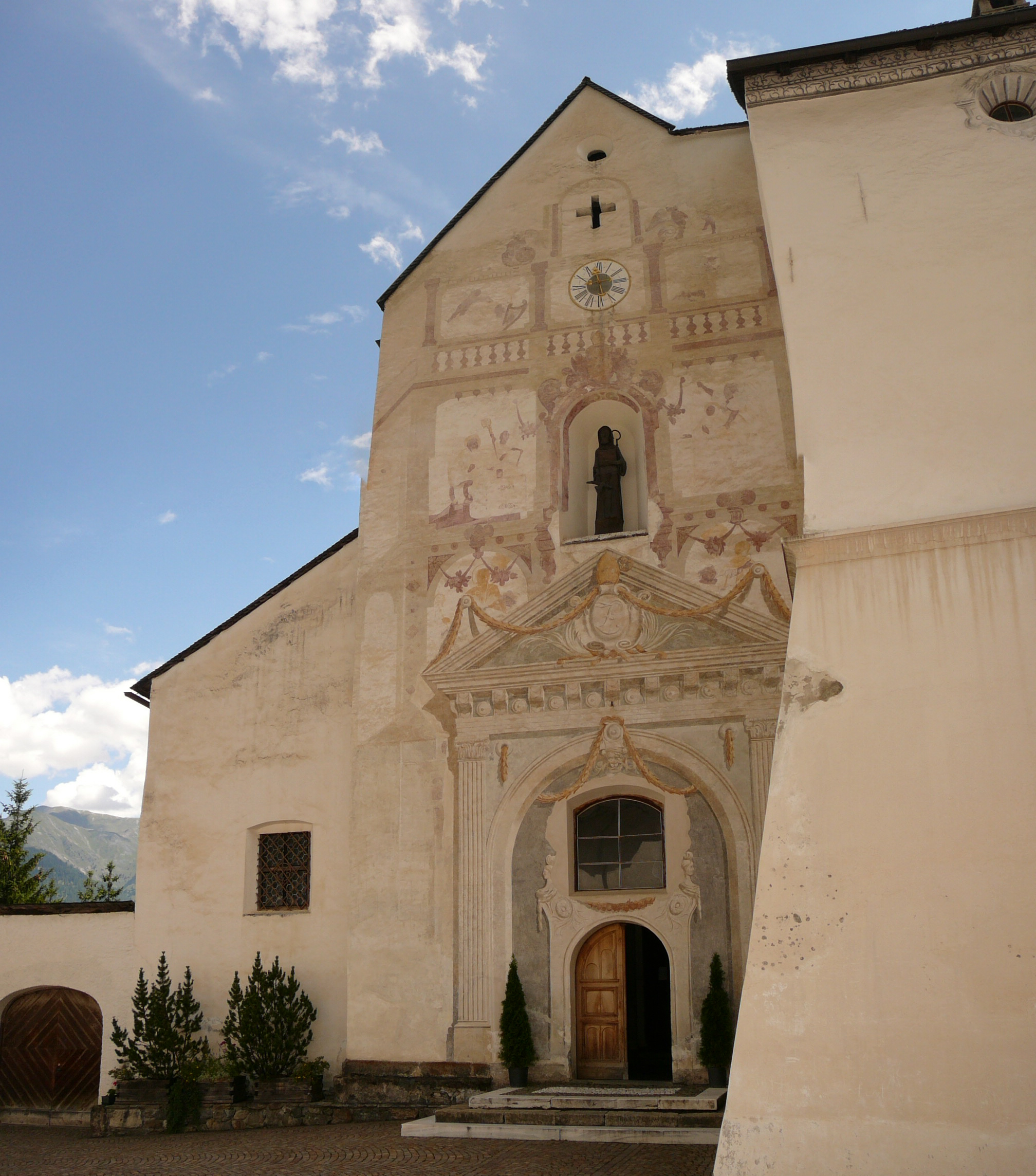
La chiesa dell'abbazia

L'abbazia di Monte Maria (Abtei Marienberg in tedesco) è un monastero benedettino che sorge appena sopra Burgusio, frazione di Malles, in alta Val Venosta. Si tratta dell'edificio benedettino più alto d'Europa (1.335 metri s.l.m.), ed è uno dei monasteri più importanti del Tirolo storico.

## Storia
L'abbazia venne fondata dai nobili di Tarasp nel XII secolo, ovvero attorno al 1150, nello stesso luogo dove sorgeva una piccola cappella dedicata alla Vergine Maria e trasferendo qui da Scuol-Schuls nell'Engadina la loro fondazione monastica del tardo XI secolo istituendo con essa un luogo della memoria dinastica familiare.
Il monaco Goswin nella seconda metà del Trecento redasse una storia del monastero, il Registrum monasterii Montis sancti Marie. Inoltre riordinò l'archivio, estendendo diversi registri documentali che conservano sino a oggi la ricca documentazione medievale del monastero.
Negli anni l'abbazia fu sconvolta da due incendi, e anche dalla peste nera del 1348, che ridusse il numero di monaci a solo quattro presenze. Ciò mise a rischio la sopravvivenza della struttura, che tuttavia rimase aperta grazie al Duca del Tirolo ed al Santo Padre.
In seguito sotto l'abate Matthias Lang (1615-1640), trasferito dall'abbazia di Weingarten, un monastero nella regione germanica del Württemberg, il monastero visse un buon periodo di ripresa. Successivamente nel 1647 il complesso fu rivisitato architettonicamente in chiave barocca e così oggi la chiesa barocca rappresenta l'unico esemplare di basilica a tre navate colonnate in Val Venosta.
Fu nel 1724 che i monaci decisero di aprire un ginnasio presso Merano assieme ad un convitto per gli studenti. Durante il periodo napoleonico, precisamente nel 1807, il governo della Baviera decise di sopprimere il monastero, e quasi tutti i monaci furono trasferiti presso il monastero di Fiecht a Schwaz in Austria. Fu così che il monastero di Monte Maria venne parzialmente saccheggiato. Caduto Napoleone, l'imperatore Francesco I d’Austria decise di riaprire la struttura religiosa, e quindi anche il ginnasio di Merano. Il difficile incarico di far ripartire la vita religiosa ed educativa, oltre al recupero delle opere sottratte, venne affidato all'abate Carl Mayr (1816–1855).
Diversi furono negli anni gli studenti del ginnasio che divennero famosi, tra cui: i professori Pius Zingerle, Albert Jäger, Beda Weber e il musicista Magnus Ortwein. Pius Zingerle, dopo essere divenuto monaco, venne chiamato come docente di lingue orientali (tra cui l'arabo, l'ebraico e il siriano) dall'Università Sapienza di Roma. Jäger fu il rappresentante del Tirolo al Parlamento di Francoforte, l'assemblea costituente dello stato unitario tedesco.
Dopo l'avvento al potere del fascismo e la politica di italianizzazione da esso intrapreso, i monaci dovettero abbandonare il ginnasio a Merano. Solamente alla fine della seconda guerra mondiale, precisamente dal 1946 al 1986, i benedettini gestirono una scuola media ed un convitto, presso il loro monastero.
Oggi l'abbazia appartiene alla Congregazione benedettina di Svizzera.

## Descrizione
L'abbazia comprende:
- l'originaria chiesa romanica a tre navate mutata secondo il gusto barocco nella metà del Seicento
- un chiostro sui lati del quale si sviluppano gli ambienti riservati alla clausura del monastero
- un giardino
- la cappella di Sant'Egidio (Ägidiuskapelle) sorta sul luogo dell'originaria cappella dedicata alla Vergine
- la nuova biblioteca istituita nel 2020[4]

### Chiesa
La chiesa di Nostra Signora (Stiftskirche), dedicata alla Vergine Maria, è in stile romanico. Questa presentava tre navate risalenti al XII secolo; fu in seguito trasformata in stile barocco, nel 1643 e nel 1648, dall'allora abate Jakob Grafinger.
In totale la chiesa aveva cinque navate; due di queste, quelle orientali, vennero separate per poter far posto al coro, alla sacrestia e alla cappella.
 Negli anni sono anche state ingrandite le dimensioni delle finestre romaniche per poter ottenere una maggiore illuminazione degli interni; le decorazioni a stucco, tipiche del periodo rinascimentale, sono ascritte a Florian Nuth di Innsbruck e al padre gesuita Paul Bock.

### Cripta
La cripta romanico-bizantina, che è la parte più antica dell'edificio e che non ha subito modifiche nel corso della storia, ospita affreschi romanici con influssi bizantini, esempio rarissimo in tutta la regione alpina. Fu consacrata nel 1160 dal vescovo di Coira Sant'Adalgod (4 febbraio 1151 - 3 ottobre 1160), che la destinò come il primo luogo di culto. Fu nel 1643 che una parte della cripta, quella occidentale, venne dedicata alla sepoltura dei monaci, erigendo un muro. Quando nel 1980 venne abbattuto il muro divisorio, riaffiorarono antichi affreschi romani, fino ad allora non noti. La cripta fu visitata dal pontefice, allora cardinale, Benedetto XVI assieme a suo fratello.
La cripta è visitabile solo nel periodo estivo, durante la preghiera serale dei Vespri, in modo tale da preservare gli antichi affreschi. Difatti, per ragioni squisitamente conservative, nel 2007, è stato inaugurato dall'allora abate, Bruno Trauner, il museo dedicato alla storia e ai tesori d'arte dell'abbazia benedettina.

## Il sentiero delle ore
Nella primavera 2006 è stato costruito il sentiero delle ore (Stundenweg) che dall'abbazia di Monte Maria porta al monastero di San Giovanni, in Val Müstair, patrimonio culturale dell'UNESCO.
Questo progetto è costato quasi 84.000 euro ed è stato cofinanziato dalla Comunità economica europea, tramite il fondo europeo di sviluppo regionale.

## Antiche ricette
Don Alois Zöschg, monaco dell'abbazia benedettina, ha riscoperto, dopo secoli, l'antica ricetta del pane nero Ur-Paarl, antica variante del Vinschger Paarl.

## Galleria d’immagini

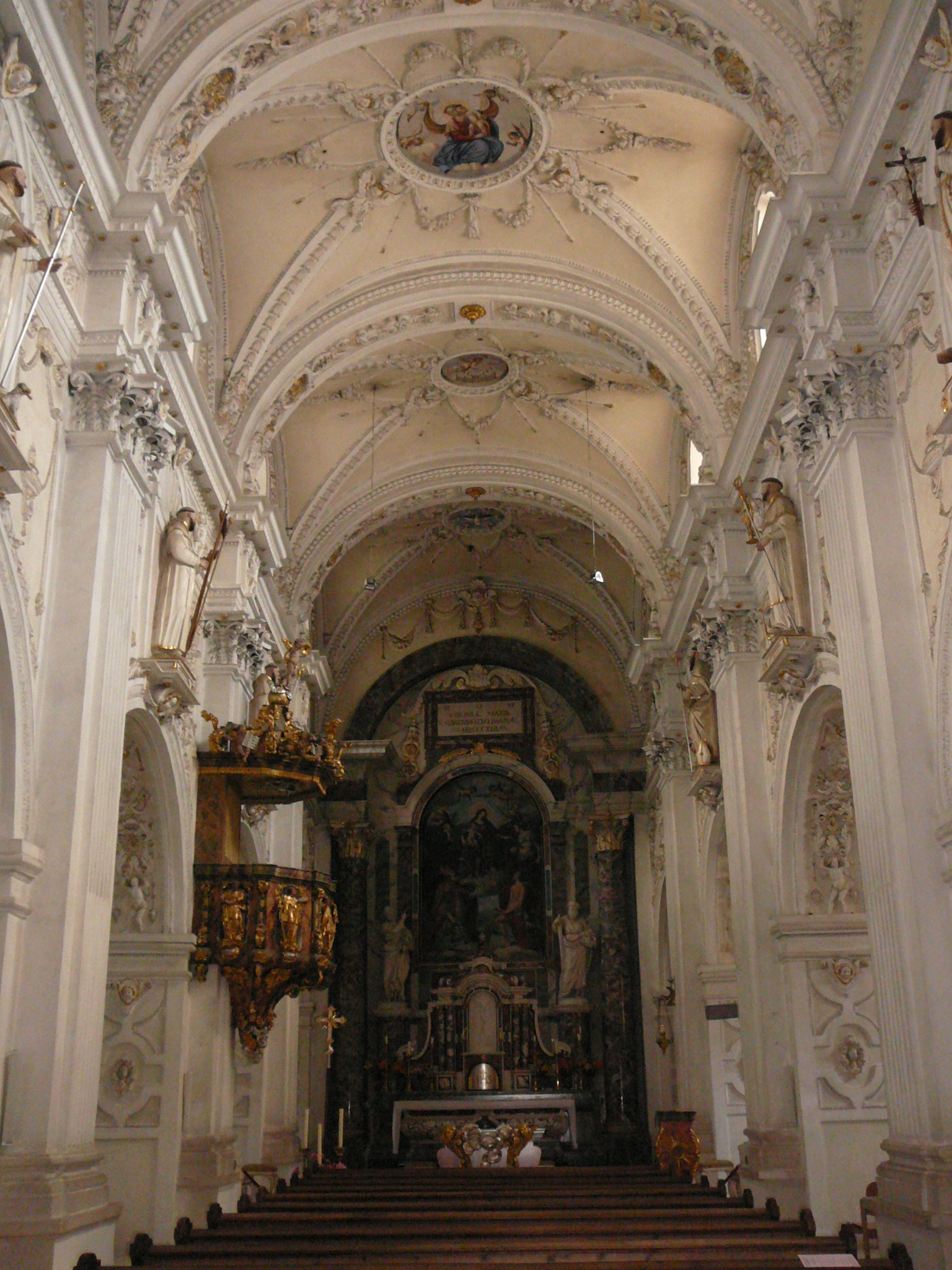
Interno della chiesa
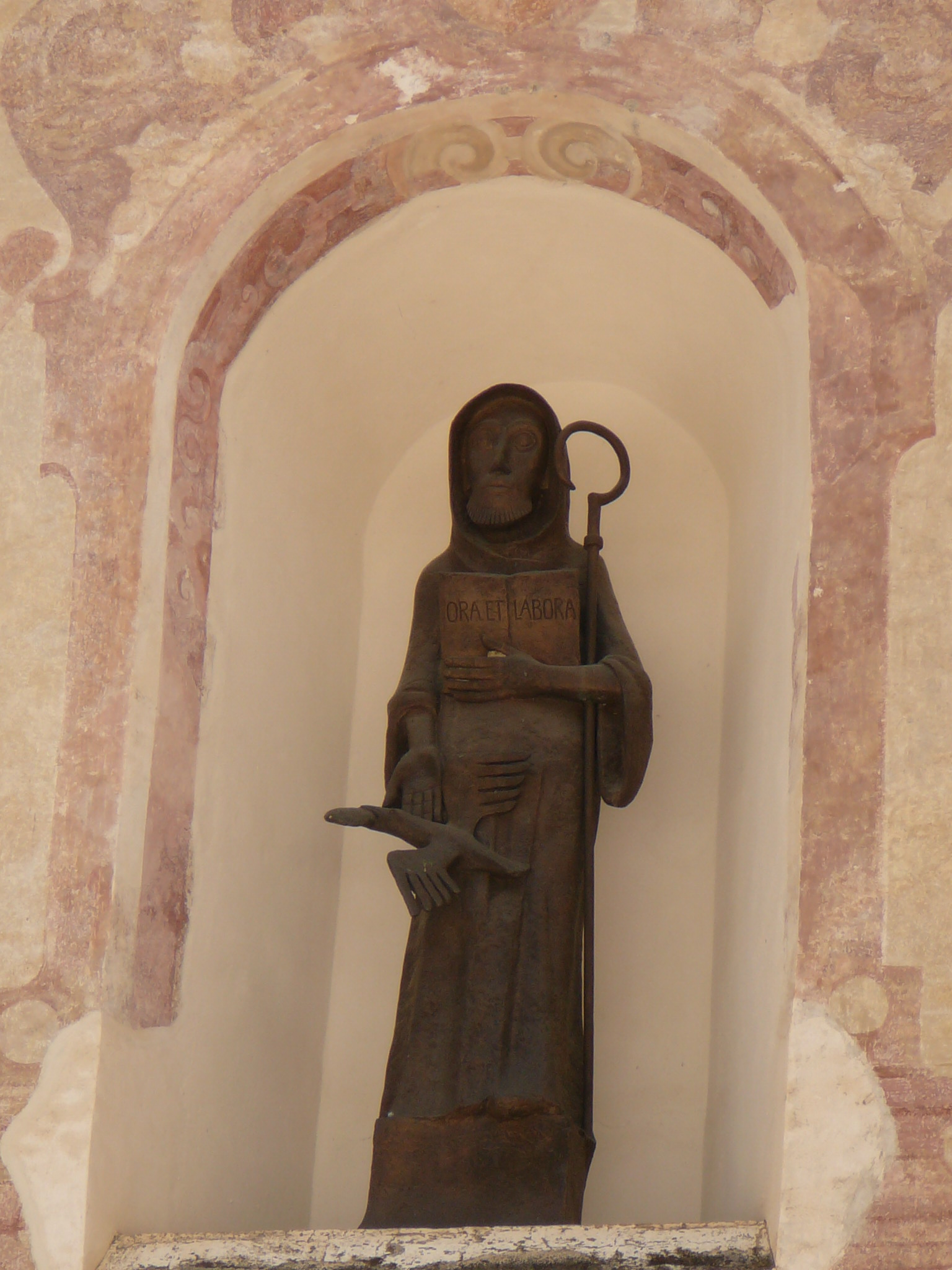
La statua posta sopra la porta della chiesa
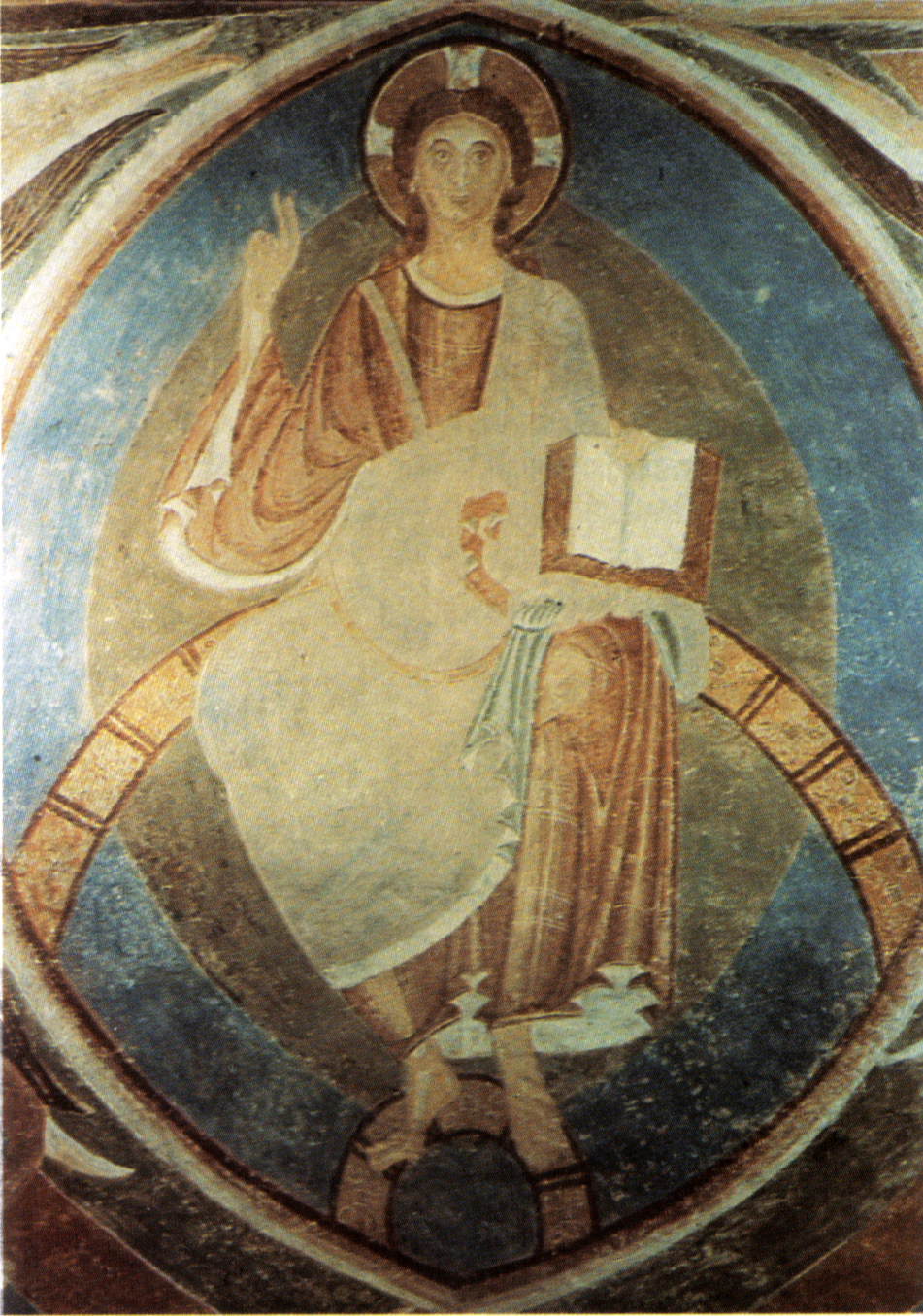
Cripta della chiesa di Montemaria, Cristo in maestà
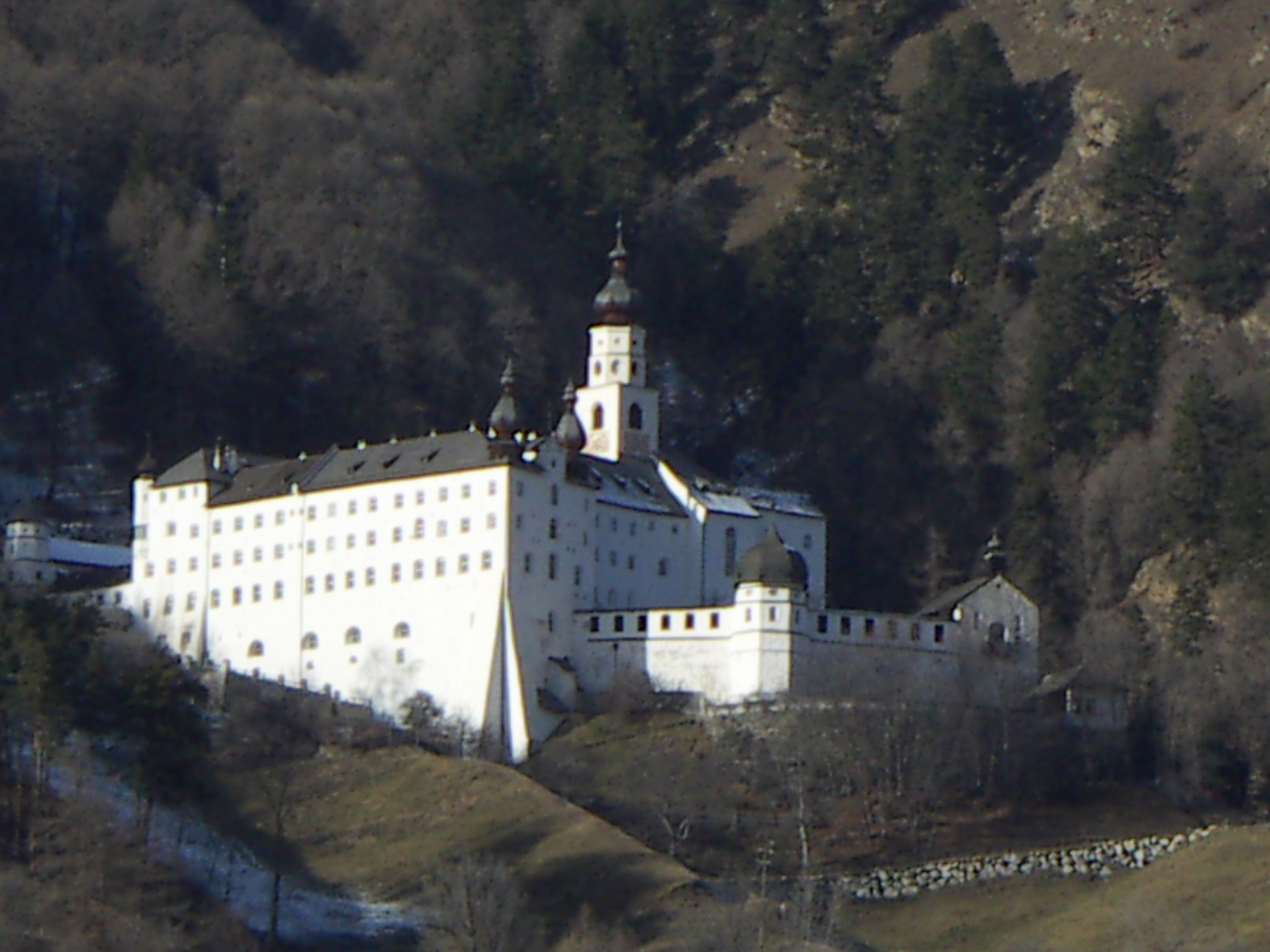